# Wybory parlamentarne w Austrii w 2024 roku
Wybory parlamentarne w Austrii w 2024 roku –  wybory do austriackiej Rady Narodowej, które odbyły się 29 września 2024.
Najwięcej głosów uzyskała skrajnie prawicowa FPÖ, osiągając najlepszy wynik w historii (tym samym są to pierwsze wybory w Austrii po II wojnie światowej, które wygrała skrajna prawica). W porównaniu z poprzednimi wyborami ÖVP oraz Zieloni odnotowali znaczny spadek wyborców. Na względnie podobnym poziomie utrzymało się poparcie dla SPÖ, a wzrosło dla NEOS. Wzrost popularności odnotowała też Partia Piwa oraz KPÖ, która osiągnęła swój najlepszy wynik od dekad, jednak nie pozwoliło im to wejść do parlamentu.

## Wyniki
|                                                 |           |       |       |         |        |
| Partia                                          | Głosy     | %     | +/-   | Mandaty | Zmiana |
| Wolnościowa Partia Austrii                      | 1 408 514 | 28,85 | 12,68 | 57      | 26     |
| Austriacka Partia Ludowa                        | 1 282 734 | 26,27 | 11,19 | 51      | 20     |
| Socjaldemokratyczna Partia Austrii              | 1 032 234 | 21,14 | 0,04  | 41      | 1      |
| NEOS                                            | 446 378   | 9,14  | 1,04  | 18      | 3      |
| Zieloni – Zielona Alternatywa                   | 402 107   | 8,24  | 5,66  | 16      | 10     |
|                                                 |           |       |       |         |        |
| Komunistyczna Partia Austrii - KPÖ Plus         | 116,891   | 2,39  | 1,70  | 0       | 0      |
| Partia Piwa                                     | 98,395    | 2,02  | 1,92  | 0       | 0      |
| Lista Madeleine Petrovic                        | 28,488    | 0,58  | Nowa  | 0       | 0      |
| KEINE                                           | 27 830    | 0,57  | 0,11  | 0       | 0      |
| MFG                                             | 19 785    | 0,41  | Nowa  | 0       | 0      |
| Lista Gazy                                      | 19 376    | 0,40  | Nowa  | 0       | 0      |
| Żółci (BGE)                                     | 156       | 0,00  | Nowa  | 0       | 0      |
| Frekwencja                                      |           |       |       |         |        |
| Uprawnieni do głosowania                        | 6 346 059 | 100   |       |         |        |
| Oddane głosy                                    | 4 929 745 | 77,68 |       |         |        |
| Głosy nieważne i puste                          | 46 857    |       |       |         |        |
| Źródło: Ministerstwo Spraw Wewnętrznych Austrii |           |       |       |         |        |

## Tworzenie rządu
Misję utworzenia nowego rządu otrzymał Karl Nehammer, dotychczasowy kanclerz i lider ÖVP. Jego negocjacje z SPÖ i NEOS zakończyły się niepowodzeniem. Ostatecznie w styczniu 2025 zrezygnował z funkcji kanclerza i przewodniczącego ÖVP. Prezydent Alexander Van der Bellen powierzył więc misję powołania gabinetu liderowi FPÖ Herbertowi Kicklowi, jednak jego rozmowy z ÖVP również nie doprowadziły do zawarcia koalicji.
W drugiej połowie lutego ÖVP, SPÖ i NEOS powróciły do negocjacji, a 27 lutego 2025 ogłosiły zawarcie porozumienia koalicyjnego, a nowy rząd Christiana Stockera został zaprzysiężony 3 marca 2025.